# ボビン (レース)
ボビン(英語: bobbin、フランス語: fuseau、ドイツ語: klöppel)とは、ボビンレースを作るための道具のひとつである。長細い棒状の形態をしており、ヨーロッパ各国では、地域性のある形状をし、材質も様々であり、装飾がほどこされているものが多い。
アンティークボビンは、代々受け継がれて使用されることが多く、市場に出回ることは稀である。大きさは、織り上げる糸の種類によって様々である。ヨーロッパの博物館等で展示されているのを見ることができる。
また、日本では木製の汎用ボビンが市販されている。

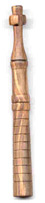
スペイン式ボビン
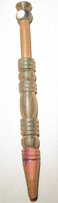
スペイン式ボビン
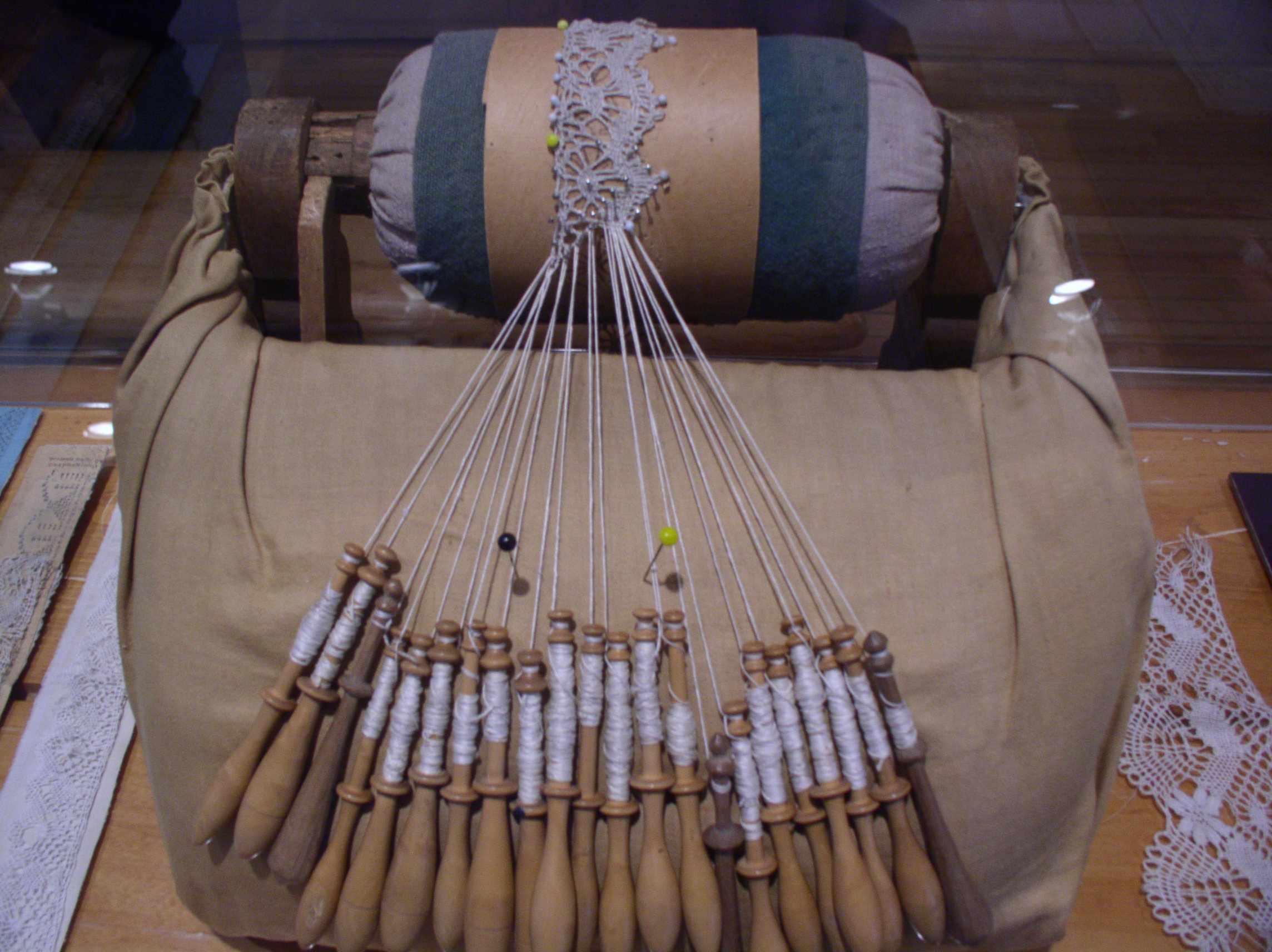
ベルギー式ボビン
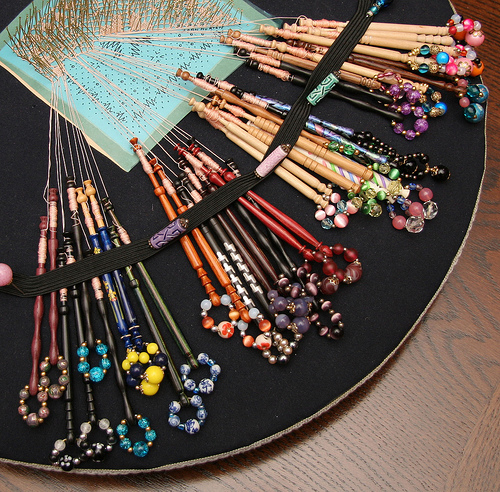
イギリス式ボビン
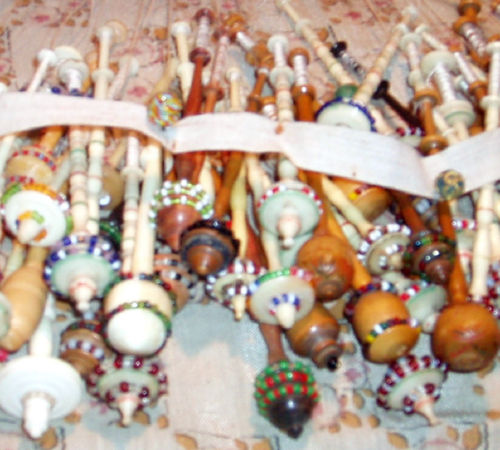
デンマーク式ボビン

イギリス式ボビン(ミッドランドスタイル)は大陸で使われているボビンとは形が異なり、美しい装飾も施されている。通常の長さはスパングルと呼ばれるビーズの装飾部分を除いて９〜１０センチ程度である。
ボビンは通常、木、動物の骨などから作られる。多くは木製であり、骨で作られたボビンは数が少なく、高価だが、木製よりも長持ちする。真鍮、銀メッキ、鉄などで作られたものも見受けられるが、重くなるため、通常よりも細めに作られる。また、極稀に象牙で作られたボビンもあるが、大変高価な物であり、普通のレースメーカーには手の届かない物である。ガラスや銀製のボビンも知られているが、実用性は無く、むしろ鑑賞目的である。初心者向けにプラスティックのボビンも販売されている。